# Шудецька сільська рада
Шуде́цька сільська рада (рос. Шудекский сельский совет) — муніципальне утворення у складі Янаульського району Башкортостану, Росія. Адміністративний центр — село Шудек.

## Населення
Населення — 780 осіб (2019, 821 в 2010, 785 в 2002).

## Склад
До складу поселення входять такі населені пункти:
| Населений пункт    | Населення, осіб (2002) | Населення, осіб (2010) |
| ------------------ | ---------------------- | ---------------------- |
| Конігово, присілок | 144                    | 142                    |
| Можга, присілок    | 155                    | 154                    |
| Шудек, село        | 486                    | 525                    |